# Ataque à Bolsa de Valores do Paquistão
O ataque à Bolsa de Valores do Paquistão ocorreu em 29 de junho de 2020, quando militantes do Exército de Libertação do Baluchistão (ELB) atacaram o prédio da Bolsa de Valores do Paquistão (PSX) em Carachi com granadas e dispararam indiscriminadamente. Pelo menos três seguranças e um sub-inspetor da polícia foram mortos, enquanto sete pessoas ficaram feridas durante o ataque. A polícia informou que matou todos os quatro atacantes em 8 minutos com um tiro na cabeça.

## Ataque
Em 29 de junho de 2020, às 10:02 da manhã, um carro com os agressores chegou à Bolsa de Valores do Paquistão na I. I. Chundrigar Road. Às 10:10, todos os quatro atacantes foram mortos pelas forças de segurança, de acordo com o diretor geral, Sindh Rangers. Segundo Rangers, os atacantes pretendiam "não apenas matar, mas criar uma situação de refém". Uma vez controlado, o pessoal de segurança realizou uma operação de liberação e a normalidade foi restaurada na localidade em 35 minutos.
Militantes armados com espingardas automáticas jogaram uma granada e começaram a atirar em um posto de segurança do lado de fora da bolsa de valores. "Eles chegaram em um carro Corolla prateado", disse à Reuters o chefe de polícia de Carachi, Ghulam Nabi Memon.
Os guardas revidaram, matando os quatro agressores, dizem as autoridades, mas policiais e agentes de segurança estão entre as vítimas. O diretor da bolsa de valores, Abid Ali Habib, disse que os homens armados saíram do estacionamento e "abriram fogo contra todos". Os relatórios dizem que a maioria das pessoas conseguiu escapar ou se esconder em salas trancadas. As pessoas dentro do prédio foram evacuadas da porta dos fundos, informou o Geo News.
Um policial e três seguranças estavam entre as vítimas fatais. Entre os feridos no ataque estavam três policiais, dois seguranças e um funcionário da bolsa de valores. Os feridos foram transferidos para o Hospital Civil. Quatro sacos foram recuperados do local, incluindo quatro SMGs, granadas de mão, armas, garrafas de água e tâmaras.